# Турн, Йиндржих Матиаш
Йиндржих Матиаш Турн-Вальсассина (нем. Heinrich Matthias Graf von Thurn und Valsassina, итал. Enrico Matteo Conte della Torre di Valsassina, чеш. Jindřich Matyáš Thurn; 24 февраля 1567 — 26 января 1640) — чешский дворянин, один из лидеров протестантского движения в годы Тридцатилетней войны. Позже — датский фельдмаршал, затем военачальник и дипломат на шведской службе.

## Биография
Родителями Йиндржиха были Франц Напус фон Турн-Вальсассина (Франтишек Турн), граф Линцский, член Тайного совета при австрийском эрцгерцоге Фердинанде II (1508—1586), и его вторая жена графиня Барбара Шликская (1547—1581), чешка, дочь Иеронимуса Шлика, графа Бассано и Вайскирхена, и графини Катерины фон Гляйхен-Тонна. Франц Напус был представителем рода Турн-и-Таксис, происходившего из Милана.
Сам Йиндржих Матиаш родился в замке Липница-над-Сазавоу, оба его родителя были протестантами, но после смерти отца в 1586 году Йиндржих Матиаш был отправлен к дяде Яну Амброжу, который был католиком. Дядя отправил племянника в Крайну, где тот освоил немецкий, итальянский и словенский языки, но в результате так и не научился хорошо говорить по-чешски. Несмотря на дядю-католика, Йиндржих Матиаш вырос ярым протестантом.
Уже в молодости Йиндржих Матиаш стал дипломатом, и посетил Стамбул, Сирию, Египет и Иерусалим. С 1592 году служил в имперской армии, воевавшей в Венгрии против турок, и дослужился до полковника. Под его началом сражались будущий имперский генералиссимус Валленштейн и многолетний президент Гофкригсрата Генрих фон Шлик.
На средства, полученные благодаря наследству и женитьбе, в 1605 году он приобрёл поместье Велиш в северо-восточной Чехии, и несмотря на то, что не говорил по-чешски, быстро занял ведущие позиции в среде местного дворянства. В 1609 году он оказался вовлечённым в борьбу за религиозную свободу, вылившуюся в подписание королём Рудольфом II «грамоты величества», уравнивавшей утраквистов и чешских братьев в правах с католиками. В 1611 году он был поставлен во главе войск, противостоящих Пассаускому вторжению.
После смерти короля Рудольфа Йиндржих Матиаш стал служить королю Матвею и получил титул Карлштейнского бургграфа. За верную службу делу Реформации Йиндржих Матиаш стал одним из «дефенсоров» (в соответствии с выданной Рудольфом «грамотой величества», чехи-протестанты получили право строить храмы, заводить училища, иметь свои синоды и избирать комитет из 24 дефенсоров, по 8 от каждого из 3-х сословий сейма). По настоянию других членов семьи Габсбургов, бездетный император Матвей в 1618 году был вынужден короновать королём Богемии штирийского герцога Фердинанда, активного проводника Контрреформации. Чешские дворяне, противясь этому, 23 мая 1618 года в Пражском Граде в ходе «Второй Пражской дефенестрации» выбросили имперских наместников Вилема Славату и Ярослава из Мартиниц и их писца Филиппа Фабрициуса в ров из высокого крепостного окна, и короновали королём Богемии лидера Евангелической Унии — пфальцского курфюрста Фридриха V. Это привело к началу Тридцатилетней войны. Йиндржих Матиаш Турн получил должность генерал-лейтенанта войск, собранных в Южной Чехии, действовал против имперских войск, руководимых фельдмаршалом Бюкуа.
В 1620 году наименован «генерал-фельдмаршалом союзных стран», участвовал в несчастной битве на Белой горе 8 ноября 1620 года, после поражения императорским судом заочно приговорен к смерти. В 1621 году сражался против императора вместе с Бетленом Габором до заключения Никольсбургского мира, который одним из условий поставил выдачу Турна. В 1623 году инициировал новое вторжение Бетлена Габора при поддержке Османской империи, которое, однако, снова оказалось безуспешным.
После нескольких попыток составить новый альянс против Габсбургов в 1627 году поступил на службу датскому королю, 22 августа получил патент датского фельдмаршала, однако не смог ничего противопоставить превосходящим силам Тилли и Валленштейна и вынужден был удалиться сначала в Нидерланды, затем в Швецию, на службе которой сражался его сын Бернгард фон Турн (умерший в 1628 году).
В 1630 году встал под знамёна шведского короля Густава II Адольфа в чине генерал-лейтенанта, исполнял дипломатические поручения, участвовал также в сражениях при Брейтенфельде (1631), Нюрнберге и Лютцене (1632), где погиб шведский король. В 1633 году вместе с саксонским фельдмаршалом Арнимом направлен в Силезию, потерпел поражение при Штайнау-ан-дер-Одер 11 октября, попал в плен, но получил свободу.
Тщетно пытался склонить Валленштейна сменить сторону и провозгласить себя королём Богемии, после гибели генералиссимуса (1634) отошёл от активной деятельности, уехал в свои новые владения в Пярну (Шведская Эстляндия), и доживал свой век там. Похоронен в Таллине в Домском соборе.